# Scelio maritimus
Scelio maritimus är en stekelart som beskrevs av Mikhail Vasilievich Kozlov och Kononova 1990. Scelio maritimus ingår i släktet Scelio och familjen Scelionidae. Inga underarter finns listade i Catalogue of Life.